# Hans Rohr-Reiner
Hans Rohr-Reiner (* 2. November 1860; † 22. November 1945 in Aarau) war ein Schweizer Rechtsanwalt, Richter und Präsident des höchsten Gerichts des Kantons Aargau (Obergericht) aus Lenzburg.

## Leben
Nach der Matur an der Kantonsschule Aarau im Jahr 1880 studierte Hans Rohr-Reiner Rechtswissenschaften. Ab 1885 war er Direktionssekretär im Kanton Aargau. Von 1885 bis 1899 arbeitete er als Staatsanwaltssubstitut. 1899 wurde er vom Grossen Rat zum aargauischen Oberrichter gewählt, wobei er dieses Amt bis 1931 ausübte. Sein Nachfolger als Oberrichter war Fritz Baumann. Rohr-Reiner war zudem als eidgenössischer Untersuchungsrichter sowie 1905/07 und 1923/25 als Obergerichtspräsident tätig.
In der Neuen Zürcher Zeitung wurde Rohr 1933 als der «wohl der beste Kenner des aargauischen Strafrechtes» bezeichnet. Deshalb publizierte er im Auftrag der Aargauer Regierung eine Neuausgabe der Gesetzeserlasse strafrechtlichen Inhalts.
Von 1891 bis 1937 war Rohr-Reiner Mitglied und 1933 bis 1937 Präsident des Bankrates der Aargauischen Kantonalbank. Im Militär bekleidete er den Grad eines Obersten der Justiz und amtete als Grossrichter der vierten Division.

## Privates
Hans Rohr-Reiner war verheiratet mit Félonise Rohr-Reiner (1864–1949).
Er war von 1881 bis 1884 im Studentengesangverein Zürich aktiv gewesen.